# 21 marca
21 marca jest 80. (w latach przestępnych 81.) dniem w kalendarzu gregoriańskim. Do końca roku pozostaje 285 dni.

## Święta
- Imieniny obchodzą: Benedykta, Filemon, Filemona, Klemencja, Lubomir, Ludomir, Ludomira, Mikołaj, Pafnucy, Serapion i Teodul.
- Pierwszy dzień kalendarzowej wiosny
- Święto pogańskie – Jare Święto, Ostara
- Jordania, Liban, Syria – Dzień Matki
- Meksyk – Dzień Benito Juáreza
- Namibia – Święto Niepodległości
- Międzynarodowe:
  - Międzynarodowy Dzień Walki z Dyskryminacją Rasową (rozpoczyna Tydzień Solidarności z Ludami Zmagającymi się z Rasizmem i Dyskryminacją Rasową, ustanowiony przez Zgromadzenie Ogólne ONZ)[1]
  - Nouruz – (Nowy Dzień) tradycyjne irańskie święto; od 2010 uznane przez Zgromadzenie Ogólne ONZ za święto międzynarodowe
  - Międzynarodowy Dzień Lasów (ustanowiony w 2012 przez Zgromadzenie Ogólne ONZ)
  - Światowy Dzień Zespołu Downa (ustanowiony w 2005 z inicjatywy Europejskiego Stowarzyszenia Zespołu Downa)
  - Światowy Dzień Poezji (z inicjatywy UNESCO)
  - Światowy Dzień Lalkarstwa
  - Dzień Wagarowicza
  - Międzynarodowy Dzień Geodety
- RPA – Dzień Praw Człowieka
- Tunezja – Dzień Młodzieży
- Wspomnienia i święta w Kościele katolickim obchodzą[2][3]:
  - św. Benedykta Cambiagio Frassinelli (zakonnica)
  - św. Mikołaj z Flüe (25 września w Szwajcarii i Niemczech)

## Wydarzenia w Polsce

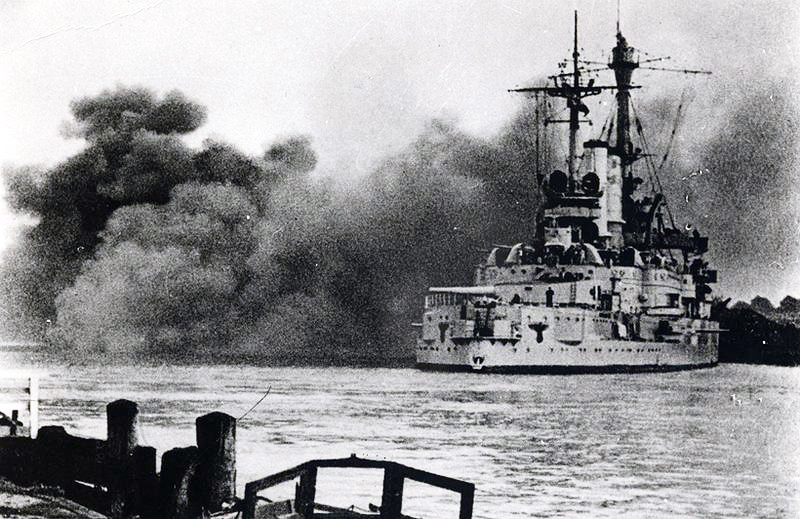
Pancernik „Schleswig-Holstein” ostrzeliwuje Gdynię (1939)

- 1450 – Ludwig von Erlichshausen został wielkim mistrzem zakonu krzyżackiego.
- 1460 – Wojna trzynastoletnia: wojska polskie rozpoczęły ponowne, decydujące oblężenie Malborka.
- 1522 – Mikołaj Kopernik na odbywającym się w Grudziądzu Sejmiku Generalnym Prus Królewskich wygłosił traktat o monecie De aestimatione monetae.
- 1601 – Poświęcono kościół św. Jana Apostoła i Ewangelisty w Knyszynie.
- 1633 – Posłowie margrabiego brandenburskiego Jerzego Wilhelma złożyli w jego imieniu hołd lenny nowemu królowi Polski Władysławowi IV Wazie.
- 1657 – Potop szwedzki: walczące po stronie szwedzkiej wojska siedmiogrodzkie zdobyły Tarnów.
- 1765 – Ukazało się pierwsze wydanie czasopisma „Monitor”.
- 1793 – Andrzej Rafałowicz został prezydentem Warszawy.
- 1796 – Cesarz Franciszek II Habsburg wydał patent formalnie włączający Galicję Zachodnią do Austrii.
- 1809 – Książę Józef Poniatowski został naczelnym wodzem Armii Księstwa Warszawskiego.
- 1848:
  - Wiosna Ludów: we Lwowie utworzono Komitet Narodowy.
  - Ukazało się pierwsze wydanie krakowskiego dziennika „Jutrzenka”.
- 1863 – Powstanie styczniowe: oddział Leona Czechowskiego został rozbity przez Rosjan pod Hutą Krzeszowską.
- 1908 – Założono Chorzowską Spółdzielnię Mieszkaniową.
- 1922 – Sejm Ustawodawczy przyjął ustawę elektryczną.
- 1926 – Założono klub sportowy Broń Radom.
- 1927:
  - Koniec kilkutygodniowego strajku włókniarzy okręgu łódzkiego.
  - Zdelegalizowano Niezależną Partię Chłopską.
- 1931 – W Warszawie w katastrofie prototypu hydroplanu PZL.12 zginął pilot Zygmunt Puławski.
- 1936:
  - Nad Gdańskiem przeleciały sterowce Graf Zeppelin i Hindenburg.
  - Policja brutalnie stłumiła strajk okupacyjny w Polskich Zakładach Gumowych „Semperit” w Krakowie.
- 1943 – Powstała Krajowa Reprezentacja Polityczna (KRP) – organ reprezentujący w kraju główne siły polityczne Polski Podziemnej (tzw. Wielka Czwórka) w czasie II wojny światowej.
- 1945:
  - Jakub Prawin jako pełnomocnik rządu polskiego przejął w Olsztynie administrację Warmii i Mazur.
  - W Gdyni Niemcy wysadzili w powietrze pancernik „Schleswig-Holstein”.
  - Żołnierze LWP dokonali we wsiach Nowy Lubliniec i Stary Lubliniec masakry co najmniej 100 Ukraińców, którzy odmówili wyjazdu do Ukraińskiej SRR.
- 1948 – Ukazało się pierwsze wydanie tygodnika „Przyjaciółka”.
- 1950 – Założono klub sportowy Hutnik Kraków.
- 1951 – Założono Wojskową Akademię Polityczną w Warszawie.
- 1954 – 82 górników zginęło w pożarze w KWK „Barbara-Wyzwolenie” w Chorzowie.
- 1955 – Adam Harasiewicz został zwycięzcą V Międzynarodowego Konkursu Pianistycznego im. Fryderyka Chopina.
- 1957 – Zarejestrowano Polski Związek Brydża Sportowego.
- 1968 – Marzec 68: początek dwudniowego strajku studenckiego w Łodzi, na Politechnice Warszawskiej i UW, bojkot zajęć we Wrocławiu.
- 1972 – Premiera filmu Brylanty pani Zuzy w reżyserii Pawła Komorowskiego.
- 1974 – Adam Słodowy i Wojciech Żukrowski zostali odznaczeni Orderem Uśmiechu.
- 1976 – Odbyły się wybory do Sejmu i Rad Narodowych.
- 1979:
  - Bojówka Socjalistycznego Związku Studentów Polskich (SZSP) napadła na mieszkanie Jacka Kuronia, gdzie odbywał się wykład Towarzystwa Kursów Naukowych.
  - Utworzono dzisiejszy Instytut Kardiologii im. Prymasa Tysiąclecia Kardynała Stefana Wyszyńskiego w Warszawie.
- 1980 – Na krakowskim Rynku Głównym emerytowany piekarz Walenty Badylak dokonał aktu samospalenia w proteście przeciw przemilczaniu zbrodni katyńskiej.
- 1995 – Rozpoczęła działalność Canal+ Polska, pierwsza w kraju płatna stacja telewizyjna.
- 1996:
  - 30 tys. młodzieży uczestniczyło w Warszawie w „marszu milczenia” po zabójstwie studenta Wojciecha Króla.
  - Premiera filmu Słodko gorzki w reżyserii Władysława Pasikowskiego.
- 2003:
  - Paktofonika zagrała pożegnalny koncert w katowickim Spodku, po którym ogłoszono rozwiązanie grupy.
  - Premiera filmu Show w reżyserii Macieja Ślesickiego.
- 2011 – Andrzej Wajda został odznaczony Orderem Orła Białego przez prezydenta RP Bronisława Komorowskiego.

## Wydarzenia na świecie
- 717 – Majordom Karol Młot pokonał w bitwie pod Vinchy armię neustrijską.
- 1098 – Robert z Molesme założył zakon cystersów.
- 1152 – Król Francji Ludwik VII Młody rozwiódł się z Eleonorą Akwitańską.
- 1180 – Antoku został cesarzem Japonii.
- 1191 – Kardynał Giacinto Bobone został wybrany na papieża i przyjął imię Celestyn III.
- 1349 – W niemieckim Erfurcie dokonano masakry około 900 Żydów oskarżonych o wywołanie epidemii tzw. czarnej śmierci.
- 1421 – Wojna stuletnia: zwycięstwo wojsk francusko-szkockich nad angielskimi w bitwie pod Baugé.
- 1431 – Oddział husytów pod dowództwem Jana Čapka z Sán spalił doszczętnie Jindřichovice pod Smrkem u podnóża Gór Izerskich.
- 1496 – W Wenecji odsłonięto pomnik Bartolomea Colleoniego.
- 1556 – Anglikański arcybiskup Canterbury Tomasz Cranmer został spalony na stosie za herezję.
- 1590 – W Stambule podpisano traktat pokojowy kończący II wojnę persko-turecką.
- 1684 – Włoski astronom Giovanni Cassini odkrył księżyce Saturna: Dione i Tetydę.
- 1788 – Nowy Orlean w Luizjanie został zniszczony przez pożar.
- 1799 – II koalicja antyfrancuska: zwycięstwo wojsk austriackich w bitwie pod Ostrach.
- 1801 – Napoleon Bonaparte utworzył w środkowych Włoszech marionetkowe Królestwo Etrurii.
- 1804 – We Francji przyjęto tzw. Kodeks Napoleona.
- 1809 – Wojna na Półwyspie Iberyjskim: zwycięstwo wojsk hiszpańskich nad francuskimi w bitwie pod Miajadas.
- 1812 – Francisco Espejo został prezydentem Wenezueli.
- 1814 – VI koalicja antyfrancuska: zakończyła się nierozstrzygnięta francusko-austriacka bitwa pod Arcis-sur-Aube.
- 1839 – W Lipsku odbyło się premierowe wykonanie odnalezionej 10 lat po śmierci kompozytora IX Symfonii Franza Schuberta.
- 1844 – Początek rachuby kalendarza w bahaizmie.
- 1849 – Wojna austriacko-piemoncka: armia Piemontu dowodzona przez gen. Wojciecha Chrzanowskiego została pobita w bitwie pod Mortarą przez Austriaków pod wodzą feldmarszałka Josepha Radetzky’ego.
- 1857 – W wyniku trzęsienia ziemi w Tokio zginęło 107 tysięcy osób.
- 1865 – Wojna secesyjna: zwycięstwo wojsk Unii w bitwie pod Bentonville.
- 1866 – W wiedeńskim Carlstheater odbyła się premiera operetki Lekka kawaleria Franza von Suppégo.
- 1870 – Książę Piotr Napoleon Bonaparte został uniewinniony przez sąd od zarzutu zabójstwa dziennikarza Victora Noira.
- 1871 – Odbyło się pierwsze posiedzenie Reichstagu; Otto von Bismarck został pierwszym kanclerzem Cesarstwa Niemieckiego.
- 1874 – W Królestwie Węgier powstał rząd Istvána Bittó.
- 1882 – Założono Giełdę Papierów Wartościowych w Chicago.
- 1892 – Niemiecki astronom Max Wolf odkrył planetoidę (329) Svea.
- 1893 – Francuski astronom Auguste Charlois odkrył planetoidy: (365) Corduba i (366) Vincentina.
- 1895 – Auguste Charlois odkrył planetoidę (402) Chloë.
- 1901:
  - W Hawanie uruchomiono pierwszą linię tramwaju elektrycznego.
  - Zwodowano RRS „Discovery”, ostatni drewniany trójmasztowiec zbudowany na Wyspach Brytyjskich.
- 1910 – 57 osób zginęło w wyniku wykolejenia pociągu koło miasta Gladbrook w amerykańskim stanie Iowa.
- 1912 – Na północ od Port Hedland w Australii Zachodniej zatonął w czasie cyklonu statek pasażersko-towarowy SS „Koombana” z ok. 150 osobami na pokładzie.
- 1913:
  - Francisco Bertrand został po raz drugi prezydentem Hondurasu.
  - Początek powodzi w Dayton w amerykańskim stanie Ohio, w wyniku której zginęło ponad 360 osób.
- 1914 – Antonio Salandra został premierem Włoch.
- 1915 – Założono japońskie przedsiębiorstwo produkujące narzędzia elektryczne i spalinowe Makita.
- 1918 – I wojna światowa: rozpoczęła się niemiecka ofensywa na froncie zachodnim.
- 1919:
  - Komuniści przejęli władzę na Węgrzech i proklamowali Węgierską Republikę Rad.
  - W szkockim Dumfries założono klub piłkarski Queen of the South F.C.
- 1924 – Rozpoczęło działalność Szwedzkie Radio.
- 1929 – Amerykański pilot Charles Lindbergh został odznaczony Medalem Honoru.
- 1930 – Utworzono Chilijskie Siły Powietrzne.
- 1931 – Juho Sunila został po raz drugi premierem Finlandii.
- 1933 – Decyzją Heinricha Himmlera został założony pierwszy niemiecki obóz koncentracyjny Dachau.
- 1934 – W pożarze miasta Hakodate na japońskiej wyspie Hokkaido zginęło ok. 2 tys. osób.
- 1935 – Persja zmieniła nazwę na Iran.
- 1937:
  - 19 osób (w tym 2 policjantów) zginęło, a 235 zostało rannych w czasie rozpędzania demonstracji nacjonalistów w Ponce na Portoryko.
  - W Niedzielę Palmową w niemieckich kościołach odczytano encyklikę papieża Piusa XI Mit brennender Sorge, dotyczącą sytuacji Kościoła w III Rzeszy.
- 1940 – Paul Reynaud został premierem Francji.
- 1941:
  - II wojna światowa w Afryce: po trzymiesięcznym oblężeniu wojska brytyjsko-australijskie zdobyły bronione przez Włochów miasto Al-Dżaghbub we wschodniej Libii.
  - Premiera amerykańskiego filmu przygodowego Wilk morski w reżyserii Michaela Curtiza.
- 1943 – Nieudana próba zamachu na Adolfa Hitlera podczas wystawy zdobycznego sprzętu wojskowego w Berlinie.
- 1945:
  - Alianci zdobyli Mandalay w Birmie.
  - W czasie brytyjskiego nalotu bombowego na siedzibę Gestapo w Kopenhadze doszło do omyłkowego zbombardowania pobliskiej szkoły, w wyniku czego zginęły 102 osoby, w tym 86 dzieci.
  - W Berlinie ukazał się ostatni numer białoruskiego kolaboracyjnego pisma „Ranica”.
  - Wojska amerykańskie zajęły Saarbrücken.
- 1947:
  - Kongres USA uchwalił 22. poprawkę do konstytucji, ograniczającą liczbę kadencji prezydenta do 2 (weszła w życie 27 lutego 1951 roku).
  - Premiera amerykańskiej komedii romantycznej Jajko i ja w reżyserii Chestera Erskine’a.
- 1950 – Otwarto do podpisania Konwencję w sprawie zwalczania handlu ludźmi i eksploatacji prostytucji.
- 1951:
  - Wystartowała meksykańska stacja telewizyjna Las Estrellas.
  - Założono argentyńską stację antarktyczną San Martín
- 1952:
  - Kwame Nkrumah, jako pierwszy Afrykanin na tym stanowisku w Afryce subsaharyjskiej, został premierem brytyjskiej kolonii Złote Wybrzeże (obecnie Ghana).
  - Premiera francuskiego filmu kostiumowego Fanfan Tulipan w reżyserii Christiana Maude’a.
  - Wykonano ostatni wyrok śmierci w Holandii.
- 1953 – Dotychczasowy premier Czechosłowacji Antonín Zápotocký objął stanowisko prezydenta, a nowym premierem został Viliam Široký.
- 1956 – Odbyła się 28. ceremonia wręczenia Oscarów.
- 1960:
  - W Pekinie podpisano porozumienie o demarkacji granicy chińsko-nepalskiej.
  - W Sharpeville w Południowej Afryce doszło do antyrządowych wystąpień ludności kolorowej, w wyniku których zginęło 69 osób, a ponad 180 zostało rannych[4].
- 1963 – Zamknięto więzienie federalne na wyspie Alcatraz pod San Francisco.
- 1964:
  - Odbyła się prezentacja samochodu osobowego Škoda 1000 MB.
  - Otwarto park rozrywki SeaWorld San Diego.
  - W Kopenhadze odbył się 9. Konkurs Piosenki Eurowizji.
- 1968 – Wojna na wyczerpanie: pod Al-Karamą w Jordanii doszło do bitwy między Siłami Obronnymi Izraela a armią jordańską, Al-Fatahem, Ludowym Frontem Wyzwolenia Palestyny (LFWP) i Armią Wyzwolenia Palestyny (AWP), po której obie strony ogłosiły swoje zwycięstwo. Izraelski atak był odwetem za wysadzenie szkolnego autobusu na północ od Ejlatu, koło Be’er Ory. Celem operacji miała być likwidacja baz Fatahu i AWP, które według izraelskiego wywiadu, miały znajdować się w mieście Al-Karama i w jego okolicach.
- 1970:
  - W Amsterdamie odbył się 15. Konkurs Piosenki Eurowizji.
  - Z inicjatywy burmistrza San Francisco Josepha Alioto po raz pierwszy obchodzono Dzień Ziemi.
- 1973 – Maltański parlament przyjął ustawę o utworzeniu linii lotniczych Air Malta.
- 1975 – W południowoafrykańskim bantustanie KwaZulu założono zuluską organizację społeczno-kulturalną „Ruch Inkatha”, która w 1990 roku przekształciła się w Partię Wolności Inkatha (IFP).
- 1977 – Dzień po przegranych przez jej Indyjski Kongres Narodowy wyborach parlamentarnych premier Indii Indira Gandhi zniosła stan wyjątkowy, wprowadzony 25 czerwca 1975 roku.
- 1981 – Dokonano oblotu niemieckiego samolotu pasażersko-transportowego Dornier Do 228.
- 1985 – Ponad 20 czarnoskórych demonstrantów zostało zabitych na przedmieściach Kapsztadu w 25. rocznicę masakry w Sharpeville.
- 1990:
  - Minister spraw zagranicznych Krzysztof Skubiszewski złożył oficjalną wizytę w Kwaterze Głównej NATO w Brukseli.
  - Namibia uzyskała niepodległość (od RPA). Pierwszym prezydentem został Sam Nujoma.
  - Rozpoczęła nadawanie pierwsza czeska komercyjna stacja radiowa Evropa 2.
- 1993:
  - Boris Jelcyn wprowadził rządy prezydenckie w Rosji.
  - Klaudyna Thévenet i Teresa od Jezusa z Andów zostały kanonizowane przez papieża Jana Pawła II.
- 1994 – Odbyła się 66. ceremonia wręczenia Oscarów.
- 1997 – 3 osoby zginęły, a 49 zostało rannych w zamachu bombowym na kawiarnię w Tel Awiwie.
- 1998 – Papież Jan Paweł II rozpoczął podróż apostolską do Nigerii.
- 1999:
  - Bertrand Piccard i Brian Jones jako pierwsi okrążyli Ziemię balonem na ogrzane powietrze.
  - Odbyła się 71. ceremonia wręczenia Oscarów.
- 2000:
  - 12 górników zginęło w katastrofie w kopalni „Komsomolec” w rosyjskim Kuźnieckim Zagłębiu Węglowym.
  - Papież Jan Paweł II rozpoczął wizytę w Izraelu.
- 2002 – Król Maroka Muhammad VI ożenił się z Salmą Bennani.
- 2003 – II wojna w Zatoce Perskiej: w nocy z 20 na 21 marca dwie sekcje jednostki specjalnej GROM wsparły działania sojuszników w irackim porcie Umm Kasr, zapobiegając wysadzeniu urządzeń portowych.
- 2004 – Antonio Saca wygrał w pierwszej turze wybory prezydenckie w Salwadorze.
- 2005:
  - Hifikepunye Pohamba został prezydentem Namibii.
  - Parlament Islandii przyznał obywatelstwo byłemu mistrzowi świata w szachach Bobby’emu Fischerowi, ściganemu przez USA za rozegranie meczu w Jugosławii podczas obowiązywania sankcji ONZ nałożonych na ten kraj.
  - W Red Lake w stanie Minnesota 16-letni Jeffrey Weise zastrzelił 9 osób, kilkanaście ranił, po czym popełnił samobójstwo. Do większości zabójstw doszło na terenie szkoły.
- 2006 – Prezydent Turkmenistanu Saparmurat Nijazow oświadczył, że kto trzykrotnie przeczyta jego dzieło Ruhnamę, ten trafi do nieba.
- 2008 – Bułgarski parlament ratyfikował Traktat lizboński.
- 2009 – Na Słowacji odbyła się pierwsza tura wyborów prezydenckich. Do II tury przeszli urzędujący prezydent Ivan Gašparovič i Iveta Radičová.
- 2012 – W Mali doszło do wojskowego zamachu stanu, w wyniku którego został obalony prezydent Amadou Toumani Touré.
- 2014:
  - Kryzys krymski: weszła w życie umowa między Rosją a Republiką Krymu i miastem wydzielonym Sewastopol o włączeniu ich do Rosji jako Krymskiego Okręgu Federalnego; w Rosji ustanowiono Medal „Za powrót Krymu”.
  - Unia Europejska i Ukraina podpisały w Brukseli polityczną część umowy stowarzyszeniowej.
  - Wojna domowa w Syrii: rozpoczęła się bitwa pod Kassabem.
- 2015 – Hage Geingob został prezydentem Namibii.
- 2017 – Jack Guy Lafontant został premierem Haiti.
- 2018 – Htin Kyaw ustąpił ze stanowiska prezydenta Birmy.
- 2019:
  - 103 osoby zginęły w wyniku zatonięcia promu na rzece Tygrys w pobliżu Mosulu w północnym Iraku.
  - 78 osób zginęło, a 617 zostało rannych w wyniku eksplozji w zakładach chemicznych w Yancheng w Chinach.
  - Jean-Michel Lapin został p.o. premiera Haiti.
- 2022 – Koło miasta Wuzhou w południowo-wschodnich Chinach rozbił się Boeing 737-89P należący do China Eastern Airlines, w wyniku czego zginęły wszystkie 132 osoby na pokładzie (123 pasażerów i 9 członków załogi).

## Eksploracja kosmosu
- 1963 – W odległości 106,76 mln km od Ziemi utracono łączność z radziecką sondą marsjańską Mars 1.
- 1965 – Została wystrzelona amerykańska sonda księżycowa Ranger 9.

## Urodzili się
- 927 – Taizu, cesarz Chin (zm. 976)
- 1226 – Karol I Andegaweński, król Sycylii, Neapolu, Jerozolimy i Albanii (zm. 1285)
- 1417 – Mikołaj z Flüe, szwajcarski mistyk chrześcijański, patron Szwajcarii, święty (zm. 1487)
- 1467 – Caritas Pirckheimer, niemiecka klaryska, humanistka (zm. 1532)
- 1474 – Aniela Merici, włoska zakonnica, święta (zm. 1540)
- 1521 – Maurycy Wettyn, elektor Saksonii (zm. 1553)
- 1527 – Hermann Finck, niemiecki kompozytor, teoretyk muzyki (zm. 1558)
- 1546 – Bartholomeus Spranger, holenderski malarz, rysownik, rytownik (zm. 1611)
- 1551 – Maria Anna, księżniczka bawarska, arcyksiężna austriacka (zm. 1608)
- 1557 – Anne Dacre, angielska poetka (zm. 1630)
- 1566 – Jakub Salès, francuski jezuita, męczennik, błogosławiony (zm. 1593)
- 1626 – Piotr od św. Józefa de Betancur, hiszpański tercjarz franciszkański, misjonarz, święty (zm. 1667)
- 1642 – Georg Schmezer, szwedzki kompozytor, kapelmistrz, organista pochodzenia niemieckiego (zm. 1697)
- 1665 – José Benito de Churriguera, hiszpański architekt (zm. 1725)
- 1666 – Sorai Ogyū, japoński filozof konfucjański (zm. 1728)
- 1672:
  - Johann Georg Abicht, niemiecki pastor, teolog (zm. 1740)
  - Stefano Benedetto Pallavicini, włoski poeta, librecista (zm. 1742)
- 1679 – Benedict Calvert, angielski arystokrata, polityk (zm. 1715)
- 1685 – (31 marca według kal. greg.) Johann Sebastian Bach, niemiecki kompozytor, organista (zm. 1750)
- 1700 – (lub 20 marca) Benedykt Chmielowski, polski duchowny katolicki, pisarz (zm. 1763)
- 1703 – Georg Andreas Sorge, niemiecki teoretyk muzyki, organista, kompozytor (zm. 1778)
- 1713 – Francis Lewis, amerykański polityk (zm. 1803)
- 1715 – Klemens Chodykiewicz, polski kaznodzieja, hagiograf, pisarz religijny, historyk (zm. 1797)
- 1716 – Josef Seger, czeski kompozytor, skrzypek, organista (zm. 1782)
- 1736:
  - Claude-Nicolas Ledoux, francuski architekt (zm. 1806)
  - Julien-François Palasne de Champeaux, francuski polityk, rewolucjonista (zm. 1795)
- 1744 – Francesco Milesi, włoski duchowny katolicki, patriarcha Wenecji (zm. 1819)
- 1745 – François de Bovet, francuski duchowny katolicki, biskup Sisteron i arcybiskup Tuluzy (zm. 1838)
- 1752:
  - Maurice d’Elbée, francuski generał powstańców wandejskich pochodzenia saskiego (zm. 1794)
  - Mary Kies, amerykańska wynalazczyni (zm. 1837)
- 1757 – James Sowerby, brytyjski przyrodnik, ilustrator (zm. 1822)
- 1763 – Jean Paul, niemiecki pisarz (zm. 1825)
- 1768 – Joseph Fourier, francuski matematyk, fizyk, polityk (zm. 1830)
- 1779 – Józef Benedykt Łączyński, polski generał brygady (zm. 1820)
- 1782 – Józef Goldtmann, polski duchowny katolicki, biskup sandomierski (zm. 1852)
- 1787 – Benjamin Antier, francuski dramaturg (zm. 1870)
- 1791 – Józef Lex, polski wojskowy, malarz, wolnomularz (zm. 1866)
- 1794 – Poul Martin Møller, duński poeta (zm. 1838)
- 1798 – Leon Laurysiewicz, polski duchowny greckokatolicki, teolog, filozof (zm. 1854)
- 1799 – Franciszek Kowalski, polski poeta, pamiętnikarz, tłumacz, pedagog, uczestnik powstania listopadowego (zm. 1862)
- 1800 – Francesco Podesti, włoski malarz (zm. 1895)
- 1801 – Maria Teresa Toskańska, królowa Sardynii i Piemontu (zm. 1855)
- 1803 – Ludwik Pietrusiński, polski prawnik, pisarz, publicysta (zm. 1865)
- 1804 – Henryk Bogdański, polski prawnik, działacz patriotyczny (zm. 1887)
- 1806 – Benito Juárez, meksykański polityk, prezydent Meksyku (zm. 1872)
- 1809:
  - Jules Favre, francuski prawnik, polityk (zm. 1880)
  - Alessandro Gavazzi, włoski duchowny katolicki, rewolucjonista (zm. 1889)
- 1817 – Joseph Poelaert, belgijski architekt (zm. 1879)
- 1821 – József Molnár, węgierski malarz (zm. 1899)
- 1825 – Aleksander Możajski, rosyjski kontradmirał, pionier lotnictwa (zm. 1890)
- 1828 – Benito Sanz y Forés, hiszpański duchowny katolicki, arcybiskup Valladolid i Sewilli, kardynał (zm. 1895)
- 1831 – Reinhold Boie, niemiecki polityk (zm. 1907)
- 1833 – Carl Stål, szwedzki entomolog (zm. 1878)
- 1837:
  - Antoni Barancewicz, polski major, inżynier, działacz społeczny i narodowy (zm. 1918)
  - Theodore Nicholas Gill, amerykański ichtiolog, teriolog, malakolog, bibliotekarz (zm. 1914)
- 1838 – Wilma Neruda, morawska skrzypaczka (zm. 1911)
- 1839 – Modest Musorgski, rosyjski kompozytor (zm. 1881)
- 1840:
  - Franciszek Bohuszewicz, białoruski i polski adwokat, poeta, prozaik, uczestnik powstania styczniowego (zm. 1900)
  - Mikołaj Ludwik Brunner, polski neurolog pochodzenia żydowskiego (zm. 1914)
- 1841 – Mathilde Blind, brytyjska poetka pochodzenia niemieckiego (zm. 1896)
- 1844 – George Leslie Mackay, kanadyjski misjonarz protestancki (zm. 1901)
- 1845 – Raffaello Gestro, włoski entomolog, muzealnik (zm. 1936)
- 1846 – Rafael Bordalo Pinheiro, portugalski malarz, rysownik (zm. 1905)
- 1848 – Christian Hohenlohe, niemiecki ziemianin, polityk (zm. 1926)
- 1849 – Aleksander Jaworowski, polski lekarz, bibliotekarz (zm. 1924)
- 1850 – Károly Lechner, węgierski psychiatra, wykładowca akademicki (zm. 1922)
- 1854:
  - Pawło Dumka, ukraiński rolnik, poeta, działacz społeczny, polityk (zm. 1918)
  - Henry Hun, amerykański neurolog, wykładowca akademicki (zm. 1924)
  - Léo Taxil, francuski pisarz, dziennikarz (zm. 1907)
- 1855 – Maria Brownsford, polska nauczycielka, działaczka oświatowa (zm. 1924)
- 1856 – Samuel Hermann Staub, niemiecki prawnik pochodzenia żydowskiego (zm. 1904)
- 1857 – Alice Henry, australijska dziennikarka, aktywistka, sufrażystka (zm. 1943)
- 1859:
  - James Fraenkel, niemiecki neurolog, psychiatra, radca sanitarny (zm. 1935)
  - Michel Welter, luksemburski polityk (zm. 1924)
- 1860 – Tadeusz Rostworowski, polski architekt, malarz (zm. 1928)
- 1862 – Arthur Carnell, brytyjski strzelec sportowy (zm. 1940)
- 1863 – Julia Miączyńska, polska posiadaczka ziemska (zm. 1936)
- 1864 – Kinnosuke Miura, japoński neurolog (zm. 1950)
- 1865 – Herbert Fisher, brytyjski historyk, polityk (zm. 1940)
- 1866:
  - Julius Blaschke, niemiecki historyk, kompozytor, pedagog (zm. 1922)
  - Antonia Maury, amerykańska astronom (zm. 1952)
  - Tomasz Sitjar Fortiá, hiszpański jezuita, męczennik, błogosławiony (zm. 1936)
  - Octavian Smigelschi, rumuński malarz, ilustrator pochodzenia polskiego (zm. 1912)
- 1867 – Florenz Ziegfeld, amerykański producent teatralny (zm. 1932)
- 1870 – Ołeksandr Łotocki, ukraiński historyk, wykładowca akademicki, polityk emigracyjny (zm. 1939)
- 1874 – Alfred Tysoe, brytyjski lekkoatleta, średnio- i długodystansowiec (zm. 1901)
- 1875 – Władysław Wróblewski, polski prawnik, premier Rady Regencyjnej (zm. 1951)
- 1876 – Walter Tewksbury, amerykański lekkoatleta, sprinter i płotkarz (zm. 1968)
- 1880:
  - Broncho Billy Anderson, amerykański aktor, reżyser, scenarzysta i producent filmowy (zm. 1971)
  - Władysław Przanowski, polski inżynier, pedagog (zm. 1937)
- 1881:
  - Henri Grégoire, belgijski bizantynolog, filolog, historyk, wykładowca akademicki (zm. 1964)
  - Karol Benedykt Kautzki, polski nauczyciel, polityk, poseł na Sejm RP (zm. 1955)
  - Irena Puzynianka, polska działaczka społeczna i katolicka, polityk, poseł na Sejm RP (zm. 1933)
  - Jerzy Slaski, polski ziemianin, działacz społeczny i gospodarczy (zm. 1939)
- 1883:
  - Władimir Antonow-Owsiejenko, radziecki polityk, dyplomata (zm. 1938)
  - Hans Walz, niemiecki przedsiębiorca (zm. 1974)
- 1884 – George David Birkhoff, amerykański matematyk, wykładowca akademicki (zm. 1944)
- 1885 – Pierre Renoir, francuski aktor (zm. 1952)
- 1886:
  - Frederick Gordon Bradley, kanadyjski polityk (zm. 1966)
  - Georg von Braun, szwedzki jeździec sportowy (zm. 1972)
  - Henri Massis, francuski działacz kulturalny, dziennikarz, pisarz, krytyk literacki (zm. 1970)
- 1887:
  - Lajos Kassák, węgierski pisarz, malarz, architekt (zm. 1967)
  - Erich Mendelsohn, niemiecki architekt (zm. 1953)
  - Eustace Percy, brytyjski arystokrata, polityk (zm. 1958)
- 1888 – Bolesław Bujalski, polski geolog (zm. 1945)
- 1889:
  - W.S. Van Dyke, amerykański reżyser filmowy (zm. 1943)
  - Aleksandr Wiertinski, rosyjski pieśniarz, kompozytor, poeta, aktor (zm. 1957)
- 1890:
  - Clayton Douglass Buck, amerykański polityk, senator (zm. 1965)
  - Juris Rēdlihs-Raiskums, łotewski piłkarz, trener i sędzia piłkarski (zm. 1971)
  - George Tomlinson, brytyjski polityk (zm. 1952)
- 1892:
  - Aleksandr Małyszkin, rosyjski pisarz (zm. 1938)
  - Ettore Ovazza, włoski bankier, wydawca, działacz faszystowski pochodzenia żydowskiego (zm. 1943)
- 1893
  - Sidney Franklin, amerykański aktor, reżyser, scenarzysta i producent filmowy (zm. 1972)
  - Helena Zaremba, polska kapral, żołnierz Armii Krajowej (zm. 1976)
- 1894 – Rudolf Nebel, niemiecki pilot wojskowy, konstruktor rakiet (zm. 1978)
- 1895:
  - Duke Keats, kanadyjski hokeista, trener (zm. 1972)
  - Leonid Utiosow, rosyjski aktor, komik, piosenkarz, muzyk jazzowy pochodzenia żydowskiego (zm. 1982)
- 1896 – Wojciech Lorencowicz, polski działacz niepodległościowy (zm. 1952)
- 1898 – Janusz Groszkowski, polski radiotechnik, elektronik, wynalazca, żołnierz AK, polityk, poseł na Sejm PRL (zm. 1984)
- 1899 – Ladislav Vácha, czechosłowacki gimnastyk (zm. 1943)
- 1900:
  - Paweł Klecki, polsko-szwajcarski dyrygent, kompozytor pochodzenia żydowskiego (zm. 1973)
  - Antonio Romañá Pujó, hiszpański jezuita, matematyk, astronom (zm. 1981)
- 1901 – Jerzy Marr, polski aktor (zm. 1962)
- 1902:
  - Wasilij Andrianow, radziecki polityk (zm. 1978)
  - Son House, amerykański muzyk bluesowy (zm. 1988)
- 1904:
  - Forrest Edward Mars, amerykański przedsiębiorca (zm. 1999)
  - Nikos Skalkotas, grecki kompozytor (zm. 1949)
  - Wojciech Wydra-Nawrocki, polski polityk, poseł na Sejm RP, prezydent Gniezna (zm. 1982)
- 1905 – Phyllis McGinley, amerykańska poetka (zm. 1978)
- 1906 – Joe Huff, amerykański kierowca wyścigowy (zm. 1971)
- 1908:
  - Stanisław Bober, polski fotografik, malarz (zm. 1990)
  - Janina Macierzewska, polska pisarka (zm. 1998)
- 1909:
  - Irakli Bagration-Muchraneli, gruziński książę, działacz emigracyjny (zm. 1977)
  - DeWitt S. Hyde, amerykański polityk (zm. 1986)
  - Zdzisław Skowroński, polski pisarz, scenarzysta filmowy (zm. 1969)
- 1910:
  - Konstanty Łubieński, polski polityk, publicysta (zm. 1977)
  - Stanislav Mečiar, słowacki slawista (zm. 1971)
  - Maria Pruszkowska, polska pisarka (zm. 1973)
  - Bolesław Romanowski, polski komandor, żeglarz (zm. 1968)
- 1911 – Stanisław Strugarek, polski dziennikarz radiowy (zm. 1965)
- 1912:
  - Józef Kurpas, polski duchowny katolicki, biskup pomocniczy katowicki (zm. 1992)
  - André Laurendeau, quebecki prozaik, dramaturg, eseista, polityk (zm. 1968)
- 1913:
  - Heinrich Bär, niemiecki pilot wojskowy, as myśliwski (zm. 1957)
  - Guillermo Haro, meksykański astronom (zm. 1988)
  - Stanisław Pyrtek, polski duchowny katolicki, męczennik, błogosławiony (zm. 1942)
- 1914:
  - Sakae Ōba, japoński żołnierz (zm. 1992)
  - Hernán Siles Zuazo, boliwijski polityk, prezydent Boliwii (zm. 1996)
- 1915:
  - Hiacynta Lula, polska zakonnica, męczennica, Służebnica Boża (zm. 1943)
  - Zija Nurijew, radziecki polityk pochodzenia baszkirskiego (zm. 2012)
- 1916:
  - Wasilij Akulincew, radziecki polityk (zm. 1993)
  - Ken Wharton, brytyjski kierowca wyścigowy i rajdowy (zm. 1956)
- 1917:
  - Adina Blady-Szwajger, polska lekarka, pediatra pochodzenia żydowskiego (zm. 1993)
  - Anton Coppola, amerykański kompozytor operowy, dyrygent pochodzenia włoskiego (zm. 2020)
  - Janina Wilczówna, polska aktorka (zm. 1979)
- 1918:
  - Benedykt Kozielski, polski działacz społeczny, więzień KL Auschwitz (zm. 2004)
  - Albert Marvelli, włoski działacz Akcji Katolickiej, błogosławiony (zm. 1946)
  - Jerzy Twardowski, polski reżyser dubbingowy, publicysta (zm. 1991)
- 1919:
  - Richard Hare, brytyjski filozof (zm. 2002)
  - Józef Kulesza, polski polityk, wicepremier (zm. 1985)
  - Timothy Lyne, amerykański duchowny katolicki, biskup pomocniczy Chicago (zm. 2013)
  - Douglas Warren, australijski duchowny katolicki, biskup Wilcannia-Forbes (zm. 2013)
- 1920:
  - Tadeusz Bursztynowicz, polski reżyser teatralny, dyrektor teatrów (zm. 1985)
  - John Hammersley, brytyjski matematyk (zm. 2004)
  - Marian Kouba, polski śpiewak operowy (tenor) (zm. 2014)
  - Georg Ots, estoński śpiewak operowy (baryton) (zm. 1975)
  - Josef Rötzer, austriacki lekarz, twórca naturalnej metody regulacji poczęć (zm. 2010)
  - Anatolij Rożdiestwienski, rosyjski paleontolog (zm. 1983)
- 1921:
  - Abd as-Salam Arif, iracki generał, polityk, prezydent Iraku (zm. 1966)
  - Amadou-Mahtar M’Bow, senegalski geograf, polityk, dyrektor generalny UNESCO (zm. 2024)
  - Jair da Rosa Pinto, brazylijski piłkarz, trener (zm. 2005)
  - Wasilij Stalin, radziecki generał porucznik lotnictwa, syn Józefa (zm. 1962)
  - Anna Tatarkiewicz, polska tłumaczka literatury francuskojęzycznej (zm. 2019)
- 1922:
  - Jack Biggs, australijski żużlowiec (zm. 1972)
  - Russ Meyer, amerykański reżyser filmowy (zm. 2004)
- 1923:
  - Shri Mataji Nirmala Devi, indyjska lekarka, hinduistyczna guru sahadźa jogi, działaczka na rzecz pokoju, filantropka (zm. 2011)
  - Francesco Guidolin, włoski związkowiec, samorządowiec, polityk, eurodeputowany (zm. 2016)
  - Nizar Kabbani, syryjski dyplomata, poeta, publicysta (zm. 1998)
  - Peter Pratt, brytyjski aktor, śpiewak operowy, prezenter radiowy (zm. 1995)
- 1924:
  - Marian Cebulski, polski aktor (zm. 2019)
  - Franco Fanti, włoski kolarz szosowy (zm. 2007)
  - Dow Szilanski, izraelski prawnik, publicysta, polityk (zm. 2010)
- 1925:
  - Peter Brook, brytyjski reżyser filmowy, teatralny i operowy, pisarz pochodzenia żydowskiego (zm. 2022)
  - Pierre Celis, belgijski piwowar (zm. 2011)
  - Hugo Koblet, szwajcarski kolarz szosowy (zm. 1964)
  - Zbigniew Orłowski, polski nefrolog, żołnierz AK (zm. 2019)
- 1926:
  - André Delvaux, belgijski reżyser filmowy (zm. 2002)
  - Heikki Hasu, fiński biegacz narciarski, kombinator norweski, polityk (zm. 2025)
- 1927:
  - Halton Arp, amerykański astronom (zm. 2013)
  - Hans-Dietrich Genscher, niemiecki prawnik, polityk, dyplomata (zm. 2016)
  - Maciej Mroczkowski, polski entomolog, wykładowca akademicki (zm. 2007)
  - Władimir Stiepanow, radziecki polityk, dyplomata (zm. 2022)
- 1928:
  - Peter Hacks, niemiecki dramaturg (zm. 2003)
  - Benedykt Konowalski, polski kompozytor, dyrygent, pedagog (zm. 2021)
  - Luigi Magni, włoski reżyser filmowy (zm. 2013)
  - Ajit Singh Gill, singapurski hokeista na trawie (zm. 2024)
- 1929 – Vinzenz Guggenberger, niemiecki duchowny katolicki, biskup Ratyzbony (zm. 2012)
- 1930:
  - James Coco, amerykański aktor (zm. 1987)
  - Zdzisław Rondio, polski anestezjolog dziecięcy (zm. 2016)
  - Dino Shafeek, banglijski aktor (zm. 1984)
- 1931 – Alda Merini, włoska poetka, aforystka i pisarka (zm. 2009)
- 1932:
  - Andrzej Bursa, polski poeta, prozaik, dziennikarz (zm. 1957)
  - Walter Gilbert, amerykański fizyk, chemik, biolog, wykładowca akademicki, laureat Nagrody Nobla
- 1933:
  - Michael Heseltine, brytyjski arystokrata, przedsiębiorca, polityk
  - Zuzanna Kościjańska, polska nauczycielka, polityk, poseł na Sejm PRL
  - Silvio Panciera, włoski historyk, wykładowca akademicki (zm. 2016)
  - Fons van Wissen, holenderski piłkarz (zm. 2015)
- 1934:
  - Lesław Bajer, polski dziennikarz, krytyk filmowy, wykładowca akademicki (zm. 1991)
  - Muhammad an-Nasir, tunezyjski polityk, minister pracy i spraw społecznych, przewodniczący Zgromadzenia Przedstawicieli Ludowych, p.o. prezydenta Tunezji
  - Ihor Rybak, ukraiński sztangista (zm. 2005)
  - Muhammad ibn Su’ud ibn Abd al-Aziz Al Su’ud, saudyjski książę, przedsiębiorca (zm. 2012)
- 1935:
  - Dumitru Alexe, rumuński kajakarz, kanadyjkarz (zm. 1971)
  - Brian Clough, angielski piłkarz, trener (zm. 2004)
  - Filaret (Wachromiejew), rosyjski duchowny prawosławny, biskup, egzarcha Białorusi (zm. 2021)
  - Stanisław Gębala, polski polityk, minister pracy i polityki socjalnej, poseł na Sejm PRL, dyplomata (zm. 2019)
  - Erich Kunzel, amerykański dyrygent (zm. 2009)
  - Ryszard Patelka, polski lekkoatleta, oszczepnik (zm. 2019)
  - Branislav Simić, serbski zapaśnik
- 1936:
  - Gamini Fonseka, lankijski aktor (zm. 2004)
  - Marek Stachowski, polski kompozytor, pedagog (zm. 2004)
  - Rusty Wailes, amerykański wioślarz (zm. 2002)
- 1937:
  - François Bonlieu, francuski narciarz alpejski (zm. 1973)
  - Ann Clwyd, brytyjska dziennikarka, polityk, eurodeputowana (zm. 2023)
  - David Cunliffe-Lister, brytyjski arystokrata, polityk (zm. 2006)
  - Benedykt Wiśniewski, polski działacz partyjny, prezydent Gorzowa Wielkopolskiego (zm. 2014)
- 1938
  - Fritz Pleitgen, niemiecki dziennikarz (zm. 2022)
  - Luigi Tenco, włoski piosenkarz, kompozytor, autor tekstów (zm. 1967)
- 1939:
  - Delfina Ambroziak, polska śpiewaczka operowa (sopran) (zm. 2024)
  - Procópio Cardoso, brazylijski piłkarz, trener
  - Martha Hudson, amerykańska lekkoatletka, sprinterka
  - Marino Masé, włoski aktor (zm. 2022)
- 1940:
  - Solomon Burke, amerykański piosenkarz (zm. 2010)
  - Herbert Joos, niemiecki trębacz jazzowy, flecista, grafik (zm. 2019)
  - Ryszard Zapała, polski kolarz szosowy (zm. 2012)
  - Bronisław Żołnierczyk, polski duchowny katolicki, teolog, działacz społeczny (zm. 2020)
- 1941:
  - Fausto Cercignani, włoski naukowiec, eseista, poeta
  - Dirk Frimout, belgijski fizyk, astronauta
  - Kazimierz Ławrynowicz, rosyjski naukowiec, działacz mniejszości polskiej w Królewcu (zm. 2000)
  - Václav Mašek, czeski piłkarz
  - Michaił Załucki, białoruski lekarz, polityk
- 1942:
  - Adhemir de Barros, brazylijski piłkarz
  - Françoise Dorléac, francuska aktorka (zm. 1967)
  - Fradique de Menezes, saotomejski polityk, prezydent Wysp Świętego Tomasza i Książęcej
  - Włodzimierz Osiński, polski lekkoatleta, tyczkarz (zm. 2017)
  - Ali Abd Allah Salih, jemeński polityk, prezydent Jemenu (zm. 2017)
- 1943:
  - François Patriat, francuski polityk
  - Krystyna Zgrzebnicka, polska konserwator zabytków (zm. 2020)
- 1944:
  - Marie-Christine Barrault, francuska aktorka
  - Hilary Minster, brytyjski aktor (zm. 1999)
  - Pedro Pietri, portorykański dramaturg, poeta (zm. 2004)
- 1945:
  - Linda Lee Cadwell, amerykańska aktorka
  - Czimedbadzaryn Damdinszaraw, mongolski zapaśnik
  - Charles Greene, amerykański lekkoatleta, sprinter (zm. 2022)
  - Bjarne Kallis, fiński polityk
- 1946:
  - Józef Bąk, polski przedsiębiorca, spółdzielca, polityk, poseł na Sejm RP
  - Timothy Dalton, brytyjski aktor
  - Ray Dorset, brytyjski wokalista, gitarzysta, członek zespołu Mungo Jerry
  - Kenneth McDuff, amerykański seryjny morderca (zm. 1998)
  - Joseph Mitsuaki Takami, japoński duchowny katolicki, arcybiskup metropolita Nagasaki
- 1947:
  - Miroslav Grebeníček, czeski polityk
  - Jiří Kylián, czeski tancerz, choreograf
- 1948:
  - Scott Fahlman, amerykański informatyk, wykładowca akademicki
  - Wojciech Rybowski, polski ekonomista, wykładowca akademicki, koszykarz, działacz społeczny (zm. 2020)
  - Krzysztof Szewczyk, polski dziennikarz, konferansjer, tłumacz, przedsiębiorca
- 1949:
  - Rolf-Dieter Amend, niemiecki kajakarz górski (zm. 2022)
  - David Heathcoat-Amory, brytyjski polityk
  - Eddie Money, amerykański piosenkarz, autor tekstów (zm. 2019)
  - Włodzimierz Szaranowicz, polski dziennikarz i komentator sportowy pochodzenia czarnogórskiego
  - Slavoj Žižek, słoweński socjolog, filozof, marksista, krytyk kultury, wykładowca akademicki
- 1950:
  - Józef Augustyn, polski duchowny i teolog katolicki, wykładowca akademicki, dziennikarz
  - Cho Yong-pil, południowokoreański piosenkarz
  - Roger Hodgson, brytyjski muzyk, piosenkarz
  - Jerzy Jaskiernia, polski prawnik, polityk, poseł na Sejm RP, minister sprawiedliwości i prokurator generalny
  - Anders Linderoth, szwedzki piłkarz, trener
  - Siergiej Ławrow, rosyjski dyplomata, polityk, minister spraw zagranicznych pochodzenia ormiańskiego
- 1951:
  - Andrzej Ananicz, polski urzędnik państwowy, dyplomata, szef Agencji Wywiadu (zm. 2017)
  - Nadieżda Czernyszowa, rosyjska wioślarka
  - Abraham Desta, etiopski duchowny katolicki, wikariusz apostolski Meki
  - Barbara Dziekan, polska aktorka, wokalistka, pedagog
  - Roman Kalarus, polski grafik, malarz
  - Krzysztof Kłosiński, polski historyk i teoretyk literatury, wykładowca akademicki, tłumacz
  - Herman Mignon, belgijski lekkoatleta, średniodystansowiec
  - Leszek Miłosz, polski prawnik, menedżer, samorządowiec, prezydent Świnoujścia
  - Rudolf Schmid, austriacki saneczkarz (zm. 2014)
- 1952:
  - Edmond Budina, albański aktor, reżyser teatralny i filmowy
  - Alfredo Escalera, portorykański bokser
  - Glenn McDonald, amerykański koszykarz
- 1953:
  - Tadeusz Biedzki, polski dziennikarz, pisarz, podróżnik, dyplomata
  - Emilio Correa, kubański bokser (zm. 2024)
  - Myron Cotta, amerykański duchowny katolicki pochodzenia portugalskiego, biskup Stockton
  - Andrzej Myc, polski immunolog, działacz opozycji antykomunistycznej (zm. 2022)
  - Ștefan Tașnadi, rumuński sztangista (zm. 2018)
- 1954:
  - Pierre Buhler, francuski dyplomata
  - Prayuth Chan-ocha, tajski generał, polityk, premier Tajlandii
  - Mike Dunleavy, amerykański koszykarz, trener
  - Ľuba Lesná, słowacka pisarka
- 1955:
  - Jair Bolsonaro, brazylijski wojskowy, polityk, prezydent Brazylii
  - Leonid Nazarienko, rosyjski piłkarz, trener
  - Bożena Nowakowska, polska lekkoatletka, płotkarka
  - Halina Pawlowská, czeska pisarka, dziennikarka, scenarzystka filmowa
  - Sławomir Piestrzeniewicz, polski iluzjonista
  - Morad Ali Szirani, irański zapaśnik
  - Philippe Troussier, francuski piłkarz, trener
  - Bärbel Wöckel, niemiecka lekkoatletka, sprinterka
- 1956:
  - Joseph Bambera, amerykański duchowny katolicki, biskup Scranton
  - Pál Csáky, słowacki polityk narodowości węgierskiej
  - Ingrid Kristiansen, norweska lekkoatletka, biegaczka długodystansowa
  - Joanna Ładyńska, polska aktorka (zm. 2008)
- 1957:
  - Roman Bierła, polski zapaśnik
  - Kazem Gholami, irański zapaśnik
  - Benedykt Michałowski, polski lekkoatleta, kulomiot (zm. 2013)
  - Youssef Rzouga, tunezyjski poeta
  - Joanis Sarmas, grecki prawnik, polityk, premier Grecji
  - Piotr Wroński, polski oficer służb specjalnych
- 1958:
  - Marlies Göhr, niemiecka lekkoatletka, sprinterka
  - Witold Kompa, polski piłkarz (zm. 2022)
  - Aneta Krogulska, polska lekarka, alergolog
  - Jacek Mazur, polski klarnecista, saksofonista i wokalista jazzowy, członek zespołu Jazz Band Ball Orchestra (zm. 2018)
  - Gary Oldman, brytyjski aktor, reżyser, scenarzysta i producent filmowy
- 1959:
  - Nobuo Uematsu, japoński kompozytor, muzyk, producent muzyczny
  - Zygmunt Wrzodak, polski związkowiec, polityk, poseł na Sejm RP
- 1960:
  - Ole Gunnar Fidjestøl, norweski skoczek narciarski
  - Dominic Miller, brytyjski gitarzysta pochodzenia argentyńskiego
  - Ayrton Senna, brazylijski kierowca wyścigowy (zm. 1994)
- 1961:
  - James Hunter Bergeson, amerykański piłkarz wodny
  - Daniel Castellani, argentyński siatkarz, trener
  - Benedykt Dąbrowski, polski żużlowiec
  - Lothar Matthäus, niemiecki piłkarz, trener
  - Slim Jim Phantom, amerykański perkusista, kompozytor, członek zespołów: Stray Cats, Phantom, Rocker & Slick, Dead Men Walking i The Head Cat
  - Kim Turner, amerykańska lekkoatletka, płotkarka
  - Kathleen York, amerykańska aktorka, scenarzystka, piosenkarka
- 1962:
  - Matthew Broderick, amerykański aktor
  - Janet Gardner, amerykańska wokalistka i gitarzystka rockowa
  - Gilles Lalay, francuski motocyklista rajdowy (zm. 1992)
  - Rosie O’Donnell, amerykańska aktorka
- 1963:
  - Lars Elstrup, duński piłkarz
  - Ronald Koeman, holenderski piłkarz, trener
  - Shawn Lane, amerykański gitarzysta jazzowy, kompozytor (zm. 2003)
  - Share Pedersen, amerykańska kompozytorka, basistka rockowa
- 1964:
  - Giuseppe Baturi, włoski duchowny katolicki, arcybiskup Cagliari
  - Mikel Garciandía Goñi, hiszpański duchowny katolicki, biskup Palencii
  - Ryszard Horżaniecki, polski pegagog, ekonomista, informatyk, samorządowiec, burmistrz miasta i gminy Strzelin
  - Phillip Troy Linger, amerykański aktor, producent filmowy
  - Lars Lunde, duński piłkarz, trener
  - Beata Maciejewska, polska dziennikarka, publicystka
  - Danny Miranda, amerykański basista, członek zespołów: Blue Öyster Cult i Faith and Fire
  - Rumen Pawłow, bułgarski zapaśnik
  - Ahmad Radhi, iracki piłkarz (zm. 2020)
  - Siergiej Suworow, rosyjski zapaśnik
- 1965:
  - Xavier Bertrand, francuski polityk, prezydent regionu Hauts-de-France
  - Chen Longcan, chiński tenisista stołowy
  - Katarzyna Gdaniec, polska tancerka, choreografka
  - Cynthia Geary, amerykańska aktorka
  - Mario Iceta, baskijski duchowny katolicki, biskup Bilbao
- 1966:
  - Benito Archundia, meksykański sędzia piłkarski
  - Kenny Bräck, szwedzki kierowca wyścigowy
  - DJ Premier, amerykański didżej, producent muzyczny
  - Hauke Fuhlbrügge, niemiecki lekkoatleta, średniodystansowiec
  - Per Jonsson, szwedzki żużlowiec
  - Bogdan Marcinkiewicz, polski polityk, eurodeputowany
- 1967:
  - Jonas Berggren, szwedzki muzyk, wokalista, członek zespołu Ace of Base
  - Carwyn Jones, walijski prawnik, polityk, pierwszy minister Walii
  - Maxim Reality, brytyjski wokalista, członek zespołu The Prodigy
- 1968:
  - Dalian Atkinson, angielski piłkarz (zm. 2016)
  - Jaye Davidson, brytyjski aktor
  - Krzysztof Varga, polski dziennikarz, pisarz
  - Scott Williams, amerykański koszykarz
- 1969:
  - Viktor Alonen, estoński piłkarz
  - Ali Daei, irański piłkarz, trener
  - Francesco D’Aniello, włoski strzelec sportowy
  - Éber Moas, urugwajski piłkarz
  - Michael Weiner, niemiecki sędzia piłkarski
  - Irakli Zoidze, gruziński piłkarz, bramkarz
- 1970:
  - Eduardo José Castillo Pino, ekwadorski duchowny katolicki, biskup pomocniczy Portoviejo
  - Katarzyna Dydek, polska koszykarka
  - Moacir, brazylijski piłkarz (zm. 2024)
  - Mohammed Samadi, marokański piłkarz
  - Jarosław Szymczyk, polski funkcjonariusz policji, komendant główny
  - Barbara Wolnicka, polska florecistka
- 1971:
  - Darren Bundock, australijski żeglarz sportowy
  - Hélder Cristóvão, portugalski piłkarz, trener pochodzenia angolskiego
  - Maureen Drake, kanadyjska tenisistka
  - Józef Gilewski, polski bokser
  - Tadeusz M. Płużański, polski dziennikarz, publicysta
  - Piotr Szarpak, polski piłkarz, trener
- 1972:
  - Piotr Adamczyk, polski aktor
  - Cho Min-sun, południowokoreańska judoczka
  - Balázs Kiss, węgierski lekkoatleta, młociarz
  - Large Professor, amerykański raper, producent filmowy
  - Louise Leakey, kenijska paleontolog
  - Aleksandr Litwinczew, rosyjski wioślarz
  - Marek Mikołajewski, polski sędzia piłkarski
  - Boris Mironow, rosyjski hokeista, trener
  - Derartu Tulu, etiopska lekkoatletka, biegaczka długodystansowa
- 1973:
  - Vanessa Branch, brytyjska modelka, aktorka
  - Kamel Kherkhache, algierski piłkarz
  - Ananda Lewis, amerykańska modelka, osobowość telewizyjna (zm. 2025)
  - Christian Nerlinger, niemiecki piłkarz
  - Heorhij Sałdadze, ukraiński zapaśnik
  - Wojciech Węgrzyniak, polski prezbiter, rekolekcjonista
- 1974:
  - Laura Allen, amerykańska aktorka
  - José Clayton, tunezyjski piłkarz pochodzenia brazylijskiego
  - Rhys Darby, nowozelandzki aktor
  - Radek Divecký, czeski piłkarz
  - Robert Kochanek, polski tancerz
  - Joseph Mawle, brytyjski aktor
  - Dżamal Mubarak, kuwejcki piłkarz
  - Regina Schleicher, niemiecka kolarka szosowa
  - Edvīns Šnore, łotewski reżyser i scenarzysta filmowy, polityk
- 1975:
  - Fabricio Oberto, argentyński koszykarz
  - Mariusz Siembida, polski pływak
  - Mark J. Williams, walijski snookerzysta
- 1976
  - Duilio Davino, meksykański piłkarz pochodzenia argentyńskiego
  - Iain Percy, brytyjski żeglarz sportowy
  - Przemysław Mieszko Rudź, polski kompozytor muzyki elektronicznej
- 1977:
  - Bruno Cirillo, włoski piłkarz
  - Jamie Delgado, brytyjski tenisista
  - Ilse Heylen, belgijska judoczka
  - Silvio Schaufelberger, szwajcarski bobsleista
- 1978:
  - Michał Krawczyk, polski samorządowiec, polityk, poseł na Sejm RP
  - Rani Mukerji, indyjska aktorka
  - Teija Saari, fińska lekkoatletka, tyczkarka
  - Vegard Samdahl, norweski piłkarz ręczny
  - Alena Šeredová, czeska modelka
  - Pawieł Trachanow, rosyjski hokeista (zm. 2011)
- 1979:
  - Fredrik Berglund, szwedzki piłkarz
  - Angeł Dżambazki, bułgarski prawnik, polityk
  - Zoltán Medvegy, węgierski szachista
  - Muhammad as-Sajjid, egipski zapaśnik
  - Simon Strübin, szwajcarski curler
  - Nina Wähä, szwedzka pisarka, aktorka, piosenkarka
  - Serhij Zadorożnij, ukraiński futsalista
- 1980:
  - Michał Bernardelli, polski lekkoatleta, średnio- i długodystansowiec
  - Marit Bjørgen, norweska biegaczka narciarska
  - Anna Cummins, amerykańska wioślarka
  - Daniła Miedwiediew, rosyjski futurolog, polityk
  - Peter Ofori-Quaye, ghański piłkarz
  - Hasan Rangraz, irański zapaśnik
  - Ronaldinho, brazylijski piłkarz
  - Agata Szczęśniak, polska dziennikarka, redaktorka
  - Deryck Whibley, kanadyjski gitarzysta, wokalista, członek zespołu Sum 41
- 1981:
  - Vilmarie Castellvi, portorykańska tenisistka
  - Weronika Książkiewicz, polska aktorka
- 1982:
  - Maria Elena Camerin, włoska tenisistka
  - Ejegayehu Dibaba, etiopska lekkoatletka, biegaczka długodystansowa
  - Aaron Hill, amerykański baseballista
  - Klete Keller, amerykański pływak
  - Katarzyna Rezler, polska koszykarka
  - Christoffer Svae, norweski curler
  - Anthar Yahia, algierski piłkarz
- 1983:
  - Anatolie Doroș, mołdawski piłkarz
  - Agata Drozdowska, polska kostiumografka filmowa (zm. 2017)
  - Marcin Dróżdż, polski lekkoatleta, wieloboista
  - Gonzalo Fierro, chilijski piłkarz
  - Martina Hrašnová, słowacka lekkoatletka, młociarka
  - Bruno Langley, brytyjski aktor
  - Loree Moore, amerykańska koszykarka, trenerka
  - Irungbam Surkumar Singh, indyjski piłkarz
  - Jakub Wieczorek, polski aktor
  - Andrij Zaporożan, ukraiński piłkarz
- 1984:
  - Armando Alonso, kostarykański piłkarz
  - Antigoni Drismbioti, grecka lekkoatletka, chodziarka
  - Sopo Gelowani, gruzińska piosenkarka
  - Alma Izquierdo, meksykańska zapaśniczka
  - Grégory Mallet, francuski pływak
  - Max Pomeranc, amerykański aktor
  - Guillermo Daniel Rodríguez, urugwajski piłkarz
- 1985:
  - Ryan Callahan, amerykański hokeista
  - Marzena Goryl, polska saneczkarka
  - Kasper Winther Jørgensen, duński wioślarz
  - Władimir Kanajkin, rosyjski lekkoatleta, chodziarz
  - Kurban Kurbanow, uzbecki zapaśnik
  - Margrethe Renstrøm, norweska lekkoatletka, skoczkini w dal
  - Ahsha Rolle, amerykańska tenisistka
  - Beata Welfle, polska zawodniczka karate (zm. 2016)
- 1986:
  - Nikoleta Kiriakopulu, grecka lekkoatletka, tyczkarka
  - Michu, hiszpański piłkarz
  - Franz Schiemer, austriacki piłkarz
  - Weronika Zielińska, polska lekkoatletka, płotkarka
  - Linda Züblin, szwajcarska lekkoatletka, wieloboistka
- 1987:
  - Jurij Riazanow, rosyjski gimnastyk (zm. 2009)
  - Alina Wojtas, polska piłkarka ręczna
- 1988:
  - Josepmir Ballón, peruwiański piłkarz
  - Karmen Bunikowska, polska lekkoatletka, tyczkarka
  - María Gabriela Isler, wenezuelska modelka, prezenterka telewizyjna, zdobywczyni tytułu Miss Universe
  - Erik Johnson, amerykański hokeista
  - Pat McCabe, australijski rugbysta
  - Katarzyna Solus-Miśkowicz, polska kolarka górska
- 1989:
  - Jordi Alba, hiszpański piłkarz
  - Jacek Kramek, polski kulturysta, trener personalny (zm. 2021)
  - Tom Leeb, francuski piosenkarz
  - Nicolás Lodeiro, urugwajski piłkarz
  - Elizabeth Reid, brytyjska siatkarka
  - Takeru Satō, japoński aktor
- 1990:
  - Andrew Albicy, francuski koszykarz
  - Alyssa Campanella, amerykańska modelka pochodzenia włosko-duńskiego
  - Mandy Capristo, niemiecka piosenkarka pochodzenia włoskiego
  - Emily Infeld, amerykańska lekkoatletka, biegaczka średnio- i długodystansowa
  - Daniel Jansen Van Doorn, kanadyjski siatkarz
  - Darius Miller, amerykański koszykarz
  - Ramin Rezajijan, irański piłkarz
  - Homayoon Toufighi, irański szachista
  - Nicolás Uriarte, argentyński siatkarz
  - Irena Vrančić, bośniacka koszykarka
- 1991:
  - Tessa Brouwer, holenderska pływaczka
  - Djaniny, kabowerdyjski piłkarz
  - Amanda Frost, amerykańska koszykarka
  - Antoine Griezmann, francuski piłkarz
  - Tamás Kaszap, węgierski siatkarz
  - Mateus Uribe, kolumbijski piłkarz
- 1992:
  - Sophie Allen, brytyjska pływaczka
  - Jordi Amat, hiszpański piłkarz
  - Kristina Hryszutina, ukraińska lekkoatletka, skoczkini w dal
  - Patrycja Łabędź, polska szachistka
  - Joshua Mance, amerykański lekkoatleta, sprinter
  - Erena Mizusawa, japońska aktorka, modelka
  - Palina Piechawa, białoruska tenisistka
  - Karolína Plíšková, czeska tenisistka
  - Kristýna Plíšková, czeska tenisistka
  - Aleksandra Szmyd, polska śpiewaczka operowa
- 1993:
  - Dawit Hakopian, ormiański piłkarz
  - Jade Jones, brytyjska taekwondzistka
  - Jesse Joronen, fiński piłkarz, bramkarz
  - Loree Moore, amerykańska koszykarka
  - Yunieska Robles, kubańska siatkarka
  - Suraj Sharma, indyjski aktor
- 1994:
  - Alireza Karimi, irański zapaśnik
  - Alexandra Wester, niemiecka lekkoatletka, skoczkini w dal
  - Dominik Wydra, austriacki piłkarz pochodzenia polskiego
- 1995:
  - Briana Day, amerykańska koszykarka
  - Đorđe Kaplanović, serbski koszykarz
  - Sonia Mietielica, polska aktorka
- 1996:
  - Adam Ellis, angielski żużlowiec
  - Jan Hołub, polski pływak
  - Wiktoria Zezula, polska lekkoatletka, wieloboistka
  - Víctor Zúñiga, meksykański piłkarz
- 1997:
  - Kalani Brown, amerykańska koszykarka
  - Chiara Grispo, włoska piosenkarka
  - Ramiro Guerra, urugwajski piłkarz
  - Martina Stoessel, argentyńska aktorka, piosenkarka, tancerka
- 1998:
  - Miles Bridges, amerykański koszykarz
  - Łukasz Gutkowski, polski pięcioboista nowoczesny
  - Woo Ha-ram, południowokoreański skoczek do wody
- 1999:
  - Mateusz Szlachetka, polski koszykarz
  - Fredrik Villumstad, norweski skoczek narciarski
- 2000:
  - Jace Norman, amerykański aktor
  - Reggie Perry, amerykański koszykarz
- 2001 – Olan Lacroix, szwajcarski skoczek narciarski
- 2002:
  - Nicolás Rossi, urugwajski piłkarz pochodzenia włosko-ormiańskiego
  - Briana Williams, jamajska lekkoatletka, sprinterka
- 2003:
  - Fidel Ambríz, meksykański piłkarz
  - Marta Masłowska, polska koszykarka
  - Tomáš Rataj, czeski piłkarz
  - Renne Rivas, wenezuelski piłkarz
  - Tatjana Tołok, rosyjska siatkarka
- 2004:
  - Karim Konaté, iworyjski piłkarz
  - Forrest Wheeler, amerykański aktor
- 2007 – Ethan Nwaneri, angielski piłkarz pochodzenia nigeryjskiego
- 2009 – Jake Vella, maltański triathlonista, aktywista na rzecz praw zwierząt (zm. 2024)
- 2013 – Aleksander Casiraghi, członek monakijskiej rodziny książęcej

## Zmarli
- 235 – Aleksander Sewer, cesarz rzymski (ur. 208)
- 547 – Benedykt z Nursji, włoski zakonnik, założyciel zakonu benedyktynów, pustelnik, święty (ur. ok. 480)
- 867:
  - Ella z Nortumbrii, władca królestwa Nortumbrii (ur. ?)
  - Osbert, władca królestwa Nortumbrii (ur. ?)

- 1063 – Rycheza Lotaryńska, pierwsza królowa Polski (ur. ok. 996)
- 1076 – Robert I, książę Burgundii (ur. 1011)
- 1201 – Absalon, duński duchowny katolicki, arcybiskup Lund, polityk (ur. 1128)
- 1324 – Maria Luksemburska, królowa Francji (ur. ok. 1305)
- 1340 – Bolesław Jerzy II, książę halicko-wołyński (ur. 1310)
- 1372 – Rudolf VI, margrabia Badenii (ur. ?)
- 1416 – Anna Cylejska, królowa Polski (ur. ok. 1380)
- 1487 – Mikołaj z Flüe, szwajcarski pustelnik, mediator, święty katolicki, patron Szwajcarii (ur. 1417)
- 1556 – Tomasz Cranmer, angielski duchowny anglikański, arcybiskup Canterbury, męczennik (ur. 1489)
- 1571 – Hans Asper, szwajcarski malarz, rysownik (ur. 1499)
- 1587 – Tomasz Pilchard, angielski prezbiter, ofiara prześladowań antykatolickich, męczennik, błogosławiony (ur. 1557)
- 1595 – Henryk VIII von Bobenhausen, administrator urzędu wielkiego mistrza zakonu krzyżackiego (ur. ok. 1514)
- 1617 – Pocahontas, północnoamerykańska Indianka (ur. 1595)
- 1627 – Zachariasz Kopysteński, ukraiński pisarz, polemista, działacz środowisk prawosławnych (ur. ?)
- 1648 – Leon Modena, żydowski rabin, uczony, poeta, muzyk (ur. 1571)
- 1651 – Katarzyna Wittelsbach, księżna Palatynatu-Neuburg (ur. 1615)
- 1654 – Jean-François de Gondi, francuski duchowny katolicki, arcybiskup Paryża (ur. 1584)
- 1656 – James Ussher, irlandzki duchowny anglikański, arcybiskup Armagh, prymas Kościoła Irlandii (ur. 1581)
- 1696 – Jan Schmidt, niemiecki jezuita, teolog, filozof, wykładowca akademicki (ur. 1636)
- 1713 – Fiodor Łopuchin, rosyjski bojar (ur. 1638)
- 1727 – Mulaj Ismail, sułtan Maroka (ur. 1645)
- 1729 – John Law, szkocki ekonomista (ur. 1671)
- 1747 – Dmitrij Pawłucki, rosyjski podróżnik pochodzenia polskiego (ur. ?)
- 1751 – Johann Heinrich Zedler, niemiecki wydawca, encyklopedysta (ur. 1706)
- 1756 – Hijacint Marija Milković, chorwacki duchowny katolicki, dominikanin, biskup Stonu, arcybiskup Dubrownika, inkwizytor (ur. 1689)
- 1757 – Nicolò Maria Lercari, włoski kardynał (ur. 1675)
- 1761 – Pierre Fauchard, francuski chirurg, stomatolog (ur. 1678)
- 1762 – Nicolas-Louis de Lacaille, francuski astronom (ur. 1713)
- 1766 – Wasyl Petrowicz, władyka Czarnogóry, prawosławny biskup Cetynii (ur. ?)
- 1781 – Antoni Maciej Sierakowski, polski duchowny katolicki, biskup inflancko-piltyński, prezydent Trybunału Głównego Koronnego (ur. 1731)
- 1791 – Friedrich Bogislav von Tauentzien, pruski generał (ur. 1710)
- 1795 – Honoriusz III Grimaldi, książę Monako (ur. 1720)
- 1797 – Charles FitzRoy, brytyjski arystokrata, polityk (ur. 1737)
- 1800 – William Blount, amerykański polityk (ur. 1749)
- 1801 – Andrea Luchesi, włoski organista, kompozytor (ur. 1741)
- 1803 – Katarzyna Kossakowska, polska działaczka polityczna (ur. 1716 lub 22)
- 1804 – Ludwik de Burbon, książę Enghien (ur. 1772)
- 1811 – Ippolito Antonio Vincenti Mareri, włoski kardynał (ur. 1738)
- 1829 – George Engleheart, brytyjski malarz pochodzenia niemieckiego (ur. 1750)
- 1843:
  - Robert Southey, brytyjski poeta (ur. 1774)
  - Guadalupe Victoria, meksykański generał, polityk, prezydent Meksyku (ur. 1786)
- 1852:
  - Tommaso Bernetti, włoski kardynał, gubernator Rzymu (ur. 1779)
  - Maria Zofia Hessen-Kassel, królowa duńska i norweska (ur. 1767)
- 1857 – William Scoresby, brytyjski podróżnik, oceanograf, meteorolog (ur. 1789)
- 1858 – Benedykta Cambiagio Frassinelli, włoska zakonnica, święta (ur. 1791)
- 1861 – Anna Maria Huarte, cesarzowa meksykańska (ur. 1786)
- 1864:
  - Hippolyte Flandrin, francuski malarz (ur. 1809)
  - Ignacy Hercok, polski architekt pochodzenia austriackiego (ur. 1806)
  - Luke Howard, brytyjski chemik, farmaceuta, meteorolog (ur. 1772)
- 1865 – Karol Borkowski, polski działacz niepodległościowy, uczestnik powstania listopadowego i styczniowego (ur. 1802)
- 1869 – Juan Almonte, meksykański wojskowy, dyplomata, polityk (ur. 1803)
- 1871 – Fiodor Rieszetnikow, rosyjski pisarz (ur. 1841)
- 1879:
  - Lewis R. Bradley, amerykański polityk (ur. 1805)
  - William Fell Giles, amerykański polityk (ur. 1807)
- 1880 – Tomasz Franciszek Bartmański, polski inżynier, podróżnik, publicysta, uczestnik powstania listopadowego, działacz emigracyjny (ur. 1797)
- 1881 – Anders Fryxell, szwedzki historyk (ur. 1795)
- 1882 – Constantin Bosianu, rumuński prawnik, polityk, premier Rumunii (ur. 1815)
- 1884:
  - Prot Adam Lelewel, polski ziemianin, oficer, polityk (ur. 1790)
  - Ambroży Towarnicki, polski polityk (ur. 1836)
- 1885 – Leonard Rettel, polski prozaik, poeta, tłumacz, polityk, uczestnik powstania listopadowego, działacz emigracyjny (ur. 1811)
- 1890 – George Crook, amerykański generał (ur. 1828)
- 1891 – Joseph Johnston, amerykański generał, polityk (ur. 1807)
- 1892:
  - Annibale de Gasparis, włoski astronom, matematyk (ur. 1819)
  - Anthon van Rappard, holenderski malarz, rysownik (ur. 1858)
- 1893 – Cornelius Leary, amerykański polityk (ur. 1813)
- 1898:
  - Klemens Junosza, polski pisarz, felietonista (ur. 1849)
  - Józef Wawel-Louis, polski prawnik, historyk, publicysta (ur. 1832)
- 1906:
  - Franciszek Karliński, polski astronom, meteorolog, wykładowca akademicki (ur. 1830)
  - Mekonnyn, etiopski generał, polityk (ur. 1852)
  - Kazimierz Rojowski, polski ziemianin, polityk (ur. 1851)
- 1907 – Marie Martha Chambon, francuska zakonnica, wizjonerka, stygmatyczka (ur. 1841)
- 1908 – Wołodymyr Antonowycz, ukraiński historyk, archeolog, etnograf, działacz społeczny pochodzenia polskiego (zm. 1834)
- 1912:
  - Andrew Archibald Macdonald, kanadyjski polityk (ur. 1829)
  - Julius Eduard Teusz, polski botanik, badacz Afryki, plantator (ur. 1845)
- 1913 – Manuel Bonilla, honduraski generał, polityk, prezydent Hondurasu (ur. 1849)
- 1915:
  - August Gorayski, polski polityk, działacz katolicki (ur. 1832)
  - Frederick Winslow Taylor, amerykański inżynier, wynalazca (ur. 1856)
- 1918 – Ludwig Hanstein, niemiecki pilot wojskowy, as myśliwski (ur. 1892)
- 1920:
  - Adolf Gużewski, polski kompozytor, pianista, dyrygent, pedagog (ur. 1874)
  - Federigo Tozzi, włoski pisarz (ur. 1883)
- 1921:
  - Harry Barron, brytyjski generał, urzędnik państwowy (ur. 1847)
  - Antoni Sielicki, polski porucznik pilot (ur. 1894)
- 1922 – Walter Langley, brytyjski malarz (ur. 1852)
- 1923 – Moriz Probst, austriacki psychiatra, neuroanatom (ur. 1867)
- 1924 – Stanisław Kontkiewicz, polski inżynier górniczy, geolog (ur. 1849)
- 1926 – Ernest Till, polski prawnik, wykładowca akademicki (ur. 1846)
- 1927:
  - Constantin Sandu-Aldea, rumuński agronom, wykładowca akademicki, pisarz (ur. 1874)
  - Wilhelm Uhthoff, niemiecki okulista, wykładowca akademicki (ur. 1853)
  - Charles Waldstein, amerykańsko-brytyjski archeolog, wykładowca akademicki pochodzenia żydowskiego (ur. 1856)
- 1928:
  - Michał Gómez Loza, meksykański adwokat, męczennik, błogosławiony (ur. 1888)
  - Edward Maunder, brytyjski astronom (ur. 1851)
  - Jan Stanisław Amor Tarnowski, polski dyplomata, polityk, publicysta (ur. 1860)
- 1929:
  - Yrjö Kajava, fiński lekarz, anatom (ur. 1884)
  - Heinrich Splieth, niemiecki rzeźbiarz, medalier (ur. 1877)
- 1931:
  - Jan Krzos, polski podoficer, kawaler Virtuti Militari (ur. 1895)
  - Zygmunt Puławski, polski pilot, konstruktor lotniczy (ur. 1901)
- 1932 – Jechaskiel Lipszyc, polski filozof, rabin, poeta, pisarz, działacz społeczny pochodzenia żydowskiego (ur. 1857)
- 1933 – Jiří Polívka, czeski językoznawca, slawista, wykładowca akademicki (ur. 1858)
- 1934:
  - Franz Schreker, austriacki kompozytor, dyrygent, pedagog pochodzenia żydowskiego (ur. 1878)
  - Józef Słonimski, polski literat, lingwista pochodzenia żydowskiego (ur. 1860)
  - Lilyan Tashman, amerykańska aktorka (ur. 1896)
- 1936 – Aleksandr Głazunow, rosyjski kompozytor, pedagog (ur. 1865)
- 1937 – Lewan Ghoghoberidze, gruziński i radziecki polityk (ur. 1896)
- 1938:
  - John Bates Clark, amerykański ekonomista (ur. 1847)
  - Mirzə Davud Hüseynov, azerski i radziecki polityk (ur. 1893/1894)
  - Uzakbaj Kułymbetow, kazachski i radziecki polityk (ur. 1891)
- 1939:
  - Evald Aaw, estoński kompozytor, dyrygent (ur. 1900)
  - Adolf Martens, polski budowniczy, działacz ewangelicki pochodzenia niemieckiego (ur. 1875)
  - Masayoshi Morita, japoński prawnik, przedsiębiorca, polityk (ur. 1884)
  - Konrad Rieger, niemiecki psychiatra (ur. 1855)
- 1940 – Felice Nazzaro, włoski kierowca wyścigowy (ur. 1881)
- 1941 – Paulina Tyszewska, polska agentka wywiadu (ur. 1899)
- 1942:
  - Zygmunt Hajkowski, polski polonista, literat, bibliofil, pedagog (ur. 1889)
  - Antoni Janus, polski ogniomistrz, powstaniec wielkopolski (ur. 1891)
  - Olha Kobylanśka, ukraińska pisarka, publicystka, tłumaczka (ur. 1863)
  - Piotr Lasota, polski polityk, poseł na Sejm RP (ur. 1876)
  - Stanisław Lubas, polski duchowny katolicki, męczennik, Sługa Boży (ur. 1886)
  - Václav Morávek, czechosłowacki oficer, uczestnik ruchu oporu (ur. 1904)
  - Jindřich Štyrský, czeski malarz, fotograf, grafik, poeta (ur. 1899)
- 1943 – Jan Michałowski, polski major pilot (ur. 1909)
- 1944 – Zygmunt Kulig, polski duchowny katolicki, teolog (ur. 1872)
- 1945:
  - Henry E. Barbour, amerykański polityk (ur. 1877)
  - Kazimierz Maks, polski podpułkownik dyplomowany artylerii (ur. 1897)
  - Arthur Nebe, niemiecki funkcjonariusz i zbrodniarz nazistowski (ur. 1894)
- 1946 – Marlin Hurt, amerykański aktor, komik (ur. 1905)
- 1947:
  - Iwan Barbowicz, rosyjski generał lejtnant (ur. 1874)
  - Homer Collyer, amerykański syllogoman (ur. 1881)
  - Langley Collyer, amerykański syllogoman (ur. 1885)
  - Albert Cuny, francuski językoznawca, wykładowca akademicki (ur. 1869)
- 1949:
  - Frank Fetter, amerykański ekonomista, wykładowca akademicki (ur. 1863)
  - Jan Mirosław Peszke, polski malarz, ilustrator (ur. 1870)
- 1952:
  - William Morton, kanadyjski kolarz torowy pochodzenia brytyjskiego (ur. 1880)
  - Mieczysław Okęcki, polski inżynier, wykładowca akademicki, polityk, wojewoda gdański (ur. 1882)
- 1953:
  - Franciszek Bujak, polski historyk, wykładowca akademicki, polityk, minister rolnictwa i dóbr państwowych (ur. 1875)
  - Juliusz German, polski pisarz, tłumacz (ur. 1880)
  - Piotr Gudymienko, radziecki generał porucznik (ur. 1898)
- 1955 – Andrzej Taborowicz, polski działacz komunistyczny, poseł do KRN i na Sejm Ustawodawczy (ur. 1902)
- 1956:
  - Hatı Çırpan, turecka polityk, sufrażystka (ur. 1890)
  - Per Kaufeldt, szwedzki piłkarz, trener (ur. 1902)
- 1957:
  - Władysław Bończa-Uzdowski, polski generał brygady, działacz niepodległościowy i piłkarski (ur. 1887)
  - Orlando Bridgeman, brytyjski arystokrata, polityk (ur. 1889)
  - Edna Woolman Chase, amerykańska dziennikarka (ur. 1877)
  - Charles Kay Ogden, brytyjski pisarz, lingwista (ur. 1889)
  - Frank Parsons Jr., amerykański strzelec sportowy (ur. 1906)
- 1958:
  - Henryk Grunwald, polski rysownik, metaloplastyk, malarz, złotnik, poeta (ur. 1904)
  - Cyril M. Kornbluth, amerykański pisarz science fiction (ur. 1923)
  - Wiktor Płotnikow, radziecki polityk, dyplomata (ur. 1898)
  - Jan Rabanowski, polski elektryk, polityk, członek PKWN, minister komunikacji (ur. 1907)
  - Paul Rivet, francuski etnolog, muzealnik (ur. 1876)
  - Wilhelm Staronka, polski chemik, wykładowca akademicki (ur. 1883)
- 1959 – Péter Mansfeld, węgierski uczeń, uczestnik powstania węgierskiego (ur. 1941)
- 1960 – Witalis (Maksimienko), rosyjski biskup prawosławny (ur. 1873)
- 1961 – Szimszon Unichman, izraelski lekarz, polityk (ur. 1907)
- 1962 – Ādolfs Bļodnieks, łotewski polityk, premier Łotwy (ur. 1889)
- 1963 – Josef Gauchel, niemiecki piłkarz (ur. 1916)
- 1966 – Sydney Camm, brytyjski konstruktor lotniczy (ur. 1893)
- 1968 – John Mosley Turner, brytyjski superstulatek (ur. 1856)
- 1969:
  - Bolton Eyres-Monsell, brytyjski arystokrata, polityk (ur. 1881)
  - Zdzisław Motyka, polski biegacz narciarski, lekkoatleta, długodystansowiec (ur. 1907)
- 1970 – Eugeniusz Nako, polski oficer, muzyk, piosenkarz, kompozytor (ur. 1916)
- 1971:
  - Perec Bernstein, izraelski ekonomista, polityk (ur. 1890)
  - Jan Hrynkowski, polski malarz, grafik, scenograf (ur. 1891)
- 1973:
  - Barbara Abramow-Newerly, polska aktorka, reżyserka teatralna, wokalistka, pedagog (ur. 1908)
  - Antoni Szałowski, polski kompozytor (ur. 1907)
  - Jan Marcin Szancer, polski grafik, ilustrator (ur. 1902)
- 1974:
  - Andronik (Łukasz), rosyjski duchowny i święty prawosławny (ur. 1889)
  - Michał Tyszkiewicz, polski ziemianin, dyplomata, autor tekstów piosenek (ur. 1903)
- 1975:
  - Joe Medwick, amerykański baseballista (ur. 1911)
  - Iwan Zawałykut, ukraiński prawnik, polityk, poseł na Sejm RP (ur. 1884 lub 86)
- 1976:
  - Aleksandr Batiunia, radziecki generał pułkownik (ur. 1898)
  - Joe Fulks, amerykański koszykarz (ur. 1921)
- 1977:
  - Zbigniew Ryziewicz, polski zoolog, paleozoolog (ur. 1898)
  - Kinuyo Tanaka, japońska aktorka, reżyserka filmowa (ur. 1910)
- 1978 – Cearbhall Ó Dálaigh, irlandzki polityk, prezydent Irlandii (ur. 1911)
- 1979 – Samuel Nathaniel Friedel, amerykański polityk (ur. 1899)
- 1980:
  - Walenty Badylak, polski piekarz, żołnierz AK i Kedywu (ur. 1904)
  - Marcel Boussac, francuski przemysłowiec, hodowca koni (ur. 1889)
  - Herm Schaefer, amerykański koszykarz, trener (ur. 1918)
- 1981 – Mark Donski, radziecki reżyser, scenarzysta i producent filmowy (ur. 1901)
- 1983 – Karol Musioł, polski polityk, przewodniczący Miejskiej Rady Narodowej w Opolu (ur. 1905)
- 1984 – Iwan Russijanow, radziecki generał porucznik (ur. 1900)
- 1985:
  - Stefan Matuszewski, polski polityk (ur. 1905)
  - Michael Redgrave, brytyjski aktor (ur. 1908)
  - Stanisław Rembek, polski pisarz, nauczyciel, działacz konspiracyjny (ur. 1901)
- 1987:
  - Robert Preston, amerykański aktor (ur. 1918)
  - Roman Träger, polski oficer wywiadu (ur. 1923)
- 1988 – Bartłomiej (Gondarowski), rosyjski biskup prawosławny (ur. 1927)
- 1991 – Leo Fender, amerykański przedsiębiorca (ur. 1909)
- 1992 – John Ireland, kanadyjski aktor (ur. 1914)
- 1993 – Sebastiano Baggio, włoski kardynał, nuncjusz apostolski, wysoki urzędnik Kurii Rzymskiej (ur. 1913)
- 1994:
  - Lili Damita, francuska aktorka (ur. 1904)
  - Dack Rambo, amerykański aktor (ur. 1941)
- 1996 – Sverre Sørsdal, norweski bokser (ur. 1900)
- 1997 – Stanisław Ciechan, polski architekt, polityk, poseł na Sejm PRL (ur. 1932)
- 1998 – Galina Ułanowa, rosyjska tancerka (ur. 1910)
- 1999:
  - Jean Guitton, francuski filozof, teolog katolicki (ur. 1901)
  - Ernie Wise, brytyjski komik, aktor (ur. 1925)
- 2001:
  - Anna Micińska, polska historyk literatury, krytyk literacki, eseistka, edytorka (ur. 1939)
  - Anthony Steel, brytyjski aktor, piosenkarz (ur. 1920)
- 2002 – Francis Leroi, francuski aktor, reżyser, scenarzysta i producent filmowy (ur. 1942)
- 2003:
  - Gedeon (Dokukin), rosyjski biskup prawosławny (ur. 1929)
  - Hieorhij Taraziewicz, radziecki i białoruski polityk, dyplomata (ur. 1937)
- 2004:
  - Johnny Bristol, amerykański wokalista, producent muzyczny (ur. 1939)
  - Matthew Gribble, amerykański pływak (ur. 1963)
  - Mirwais Saddik, afgański polityk (ur. ?)
  - Robert Snyder, amerykański reżyser filmów dokumentalnych (ur. 1914)
  - Ludmila Tcherina, francuska tancerka, aktorka pochodzenia rosyjskiego (ur. 1924)
- 2005:
  - Ge Zhenlin, chiński żołnierz (ur. 1917)
  - Stanley Sadie, brytyjski muzykolog, krytyk muzyczny (ur. 1930)
  - Stanisław Schoen-Wolski, polski dziennikarz, prezenter telewizyjny, publicysta (ur. 1930)
  - Mirosław Skurzewski, polski dziennikarz sportowy (ur. 1934)
  - Christa Vogel, niemiecka tłumaczka literatury polskiej i rosyjskiej (ur. 1943)
- 2006:
  - Margaret Ewing, szkocka polityk (ur. 1945)
  - Ireneusz Strzałkowski, polski fizyk (ur. 1939)
- 2008:
  - Paweł Dziewanowski, polski siatkarz (ur. 1985)
  - Hanna Górka, polska paleontolog (ur. 1931)
  - Andrzej Mazurkiewicz, polski prawnik, polityk, poseł na Sejm i senator RP (ur. 1963)
  - Michał Pajor, polski siatkarz (ur. 1987)
- 2009:
  - Walt Poddubny, kanadyjski hokeista, trener pochodzenia ukraińskiego (ur. 1960)
  - Józef Przybyła, polski skoczek narciarski (ur. 1945)
- 2010:
  - Henryk Giedroyc, polski działacz emigracyjny (ur. 1922)
  - Andrzej Kozera, polski dziennikarz telewizyjny (ur. 1937)
- 2011:
  - Nikołaj Andrianow, rosyjski gimnastyk (ur. 1952)
  - Loleatta Holloway, amerykańska wokalistka soul i disco (ur. 1946)
  - Ladislav Novák, czeski piłkarz (ur. 1931)
  - Pinetop Perkins, amerykański pianista i wokalista bluesowy (ur. 1913)
- 2012:
  - Bruno Giacometti, szwajcarski architekt (ur. 1907)
  - Jurij Razuwajew, rosyjski szachista, trener (ur. 1945)
- 2013:
  - Chinua Achebe, nigeryjski pisarz (ur. 1930)
  - Muhammad Sa’id Ramadan al-Buti, syryjski uczony i teolog sunnicki (ur. 1929)
  - Ludwig Leitner, niemiecki narciarz alpejski (ur. 1940)
  - Pietro Mennea, włoski lekkoatleta, sprinter, polityk (ur. 1952)
  - Aníbal Paz, urugwajski piłkarz, bramkarz (ur. 1917)
- 2014:
  - Jack Fleck, amerykański golfista (ur. 1921)
  - Nenad Petrović, serbski pisarz (ur. 1925)
  - Erazm Kuźma, polski eseista, krytyk literacki (ur. 1926)
  - Ignacy Zakka I Iwas, iracki duchowny monofizyckiego Kościoła jakobickiego, patriarcha (ur. 1933)
  - Andrzej Kuryłowicz, polski wydawca (ur. 1955)
- 2015:
  - Czesław Blicharski, polski major pilot, kolekcjoner, historyk amator (ur. 1918)
  - Milen Dobrew, bułgarski sztangista (ur. 1980)
  - Hans Erni, szwajcarski malarz, grafik, projektant, rzeźbiarz (ur. 1909)
  - Jørgen Ingmann, duński piosenkarz, muzyk (ur. 1925)
  - Alberta Watson, kanadyjska aktorka (ur. 1955)
- 2016:
  - Andrew Grove, amerykański inżynier, przedsiębiorca (ur. 1936)
  - Joseph Mercieca, maltański duchowny katolicki, arcybiskup Malty (ur. 1928)
  - Zbigniew Ratajczak, polski działacz sportowy, prezes Polskiego Związku Zapaśniczego (ur. 1942)
- 2017:
  - Helena Amiradżibi-Stawińska, polska reżyserka i scenarzystka filmowa (ur. 1932)
  - Colin Dexter, brytyjski pisarz (ur. 1930)
  - Marianna Dudek-Maćkowiak, polska pisarka, poetka (ur. 1920)
  - Henri Emmanuelli, francuski polityk (ur. 1945)
  - Roy Fisher, brytyjski poeta, pianista jazzowy (ur. 1930)
  - Jerry Krause, amerykański skaut i menedżer koszykarski (ur. 1939)
  - Piotr Małoszewski, polski geolog, działacz polonijny i katolicki (ur. 1950)
  - Martin McGuinness, północnoirlandzki polityk (ur. 1950)
  - József Szécsényi, węgierski lekkoatleta, dyskobol (ur. 1932)
- 2019:
  - Józef Bergier, polski teoretyk sportu, samorządowiec, polityk, poseł na Sejm i senator RP (ur. 1952)
  - Zbigniew Frieman, polski altowiolista, dyrygent, pedagog (ur. 1927)
  - Francis Anthony Quinn, amerykański duchowny katolicki, biskup Sacramento (ur. 1921)
  - Paul Kouassivi Vieira, beniński duchowny katolicki, biskup Djougou (ur. 1949)
- 2020:
  - Czesław Bartnik, polski duchowny katolicki, teolog, filozof, publicysta, historiolog, poeta (ur. 1929)
  - Dow Ben-Me’ir, izraelski politolog, pisarz, polityk (ur. 1927)
  - Piotr Pawlukiewicz, polski duchowny katolicki, prałat, kaznodzieja, teolog, rekolekcjonista, autor książek o tematyce religijnej (ur. 1960)
  - Soundaraj Periyanayagam, indyjski duchowny katolicki, biskup Vellore (ur. 1949)
  - Lorenzo Sanz, hiszpański przedsiębiorca, działacz piłkarski (ur. 1943)
- 2021:
  - Christian Parma, polski speleolog, taternik, fotograf, pisarz (ur. 1942)
  - Nawal as-Sadawi, egipska psychiatra, pisarka feministyczna, obrończyni praw kobiet (ur. 1931)
  - Adam Zagajewski, polski poeta, eseista, prozaik, tłumacz (ur. 1945)
- 2022:
  - Iosif Aleszkowski, rosyjski pisarz, dysydent (ur. 1929)
  - Shinji Aoyama, japoński reżyser i scenarzysta filmowy (ur. 1964)
  - Lawrence Dane, kanadyjski aktor (ur. 1937)
  - Soumeylou Boubèye Maïga, malijski polityk, minister spraw zagranicznych, minister obrony, premier Mali (ur. 1954)
  - Witalij Mielnikow, rosyjski reżyser i scenarzysta filmowy (ur. 1928)
  - Nikołaj Osianin, rosyjski piłkarz, trener (ur. 1941)
  - Mohammad Rejszahri, irański duchowny szyicki, polityk, minister wywiadu i bezpieczeństwa (ur. 1946)
  - Raymond Séguy, francuski duchowny katolicki, biskup Autun (ur. 1929)
  - Fevzi Zemzem, turecki piłkarz, trener (ur. 1941)
- 2023:
  - Adam Bronikowski, polski dziennikarz (ur. 1936)
  - Fernand Cheri, amerykański duchowny katolicki, biskup pomocniczy Nowego Orleanu (ur. 1952)
  - Janez Gorišek, słoweński architekt, skoczek narciarski (ur. 1933)
  - Oleksandr Kozarenko, ukraiński pianista, kompozytor (ur. 1963)
  - Francesco Maselli, włoski reżyser i scenarzysta filmowy (ur. 1930)
  - Willis Reed, amerykański koszykarz (ur. 1942)
  - Heinz Steinmann, niemiecki piłkarz (ur. 1938)
  - Ryszard Strzelecki-Gomułka, polski inżynier, polityk (ur. 1930)
- 2024:
  - Ron Harper, amerykański aktor (ur. 1936)
  - Frédéric Mitterrand, francuski filmowiec, historyk, geograf, polityk, minister kultury i komunikacji (ur. 1947)
  - Wolfgang Plottke, niemiecki wioślarz (ur. 1948)
- 2025:
  - George Foreman, amerykański bokser (ur. 1949)
  - Waldemar Głaz, polski fizyk, nauczyciel akademicki (ur. 1953)
  - Stanisław Głowacz, polski poeta, autor tekstów piosenek (ur. 1961)
  - Giancarlo Guerrini, włoski piłkarz wodny (ur. 1939)
  - Terry Reilly, australijski łucznik sportowy (ur. 1947)